# 右堆 (六堆)
右堆，六堆之一，為朱一貴事件發生後到西元1895年的乙未戰爭之間存在於屏東平原的一自衛組織。

## 範圍

六堆分布圖

在清治時期為港西上里的瀰濃庄、中壇庄、金瓜藔庄、吉洋庄、龍肚庄、竹頭角庄、月眉庄、新威庄、高樹下庄、舊藔庄、東振新庄與港西中里的大路關庄。分別為日治時期美濃街轄下的美濃、中壇、金瓜寮、吉洋、龍肚、竹頭角與杉林庄的月眉、六龜庄的新威、高樹庄的高樹、舊寮、東振新、鹽埔庄的大路關十二個大字。另外還有清代港西上里武洛庄的下武洛。

## 組織
每堆設總理與副總理各一名外，持旗之正副旗手二人、率隊之正副先鋒二人、專司聯絡的長幹一人、專司備糧事務的督糧一人。

## 轄庄演變

### 光緒年間
瀰濃庄、中云庄、竹子門、大埔庄、新圍庄、大路關、竹頭背、龍肚庄、牛埔子、新庄仔、新寮庄、武洛庄、九芎林、柚仔門等十四庄。

### 明治年間
美濃、新寮、中壇、蔡葵、龍肚、大路關、竹頭背、莿仔腳、新大路關、九芎林、柚子林、隘丁寮、新圍、老匠寮、楠梓仙、下武洛、上武洛、莿桐坑、板(叛)產、崁頂、新庄仔、大埔、九塊厝、鹽樹下、力社、八老爺、苦瓜寮等二十七庄。

### 昭和年間
瀰濃、牛埔仔、埤頭下、山下、中壇、三降寮、上下竹圍、柚仔林、石橋仔、南頭河、龍肚、木瓜坑、橫山、竹頭角、九芎林、金瓜寮、上下清水、吉洋、上下九寮、上下溪埔寮、大埔、月眉、新威、東振新、新寮、武洛、大路關等二十七庄。

### 附庄
另外後期發展出「附堆」組織。緣由是客家聚落發展飽和，部分客家人被迫遷往閩南庄。但基於同鄉情誼仍會互相援助，乃出現附堆組織。
右堆的附堆有楠仔仙、月眉、莿桐坑、莿仔寮、叛產厝、崁頂、新庄、大埔、九塊厝、大路關、上武洛、下武洛、鹽樹等十三庄。